# Mina Kiosea
Mina Vasilievici Kiosea sau Chiosea (în găgăuză Mina Kösä; n. 19 august 1933, Beșalma, Găgăuzia, Republica Moldova – d. 25 noiembrie 1999) a fost un poet, om de cultură, folclorist și activist civic găgăuz. Este autorul textului imnului Găgăuziei și unul dintre autorii incluși în colecția de literatură găgăuză „Bucaktan seslär” („Vocile Bugeacului”).

## Biografie
S-a născut în satul Beșalma. A trăit în același sat și a avut aceeași vârstă cu omul de artă găgăuz Dmitri Karacioban. La vârsta de 15 ani, cei doi au mers la Harkov pentru a lucra la fabrică, dar în scurt timp s-au întors.
După ce a fost la armată, Kiosea a fost admis la Colegiul pedagogic din Cahul, unde a studiat în găgăuză. La studii fără frecvență, a absolvit Facultatea de Istorie a Universității de Stat din Chișinău.
Cea mai mare parte a vieții a petrecut-o în satul natal. A fost secretarul organizației de partid din Beșalma. A condus școala și muzeul din Beșalma.
A fost ales deputat al Adunării Populare a UTA Găgăuzia. În ultimii ani ai vieții, a fost șeful Departamentului de cultură al Găgăuziei și consilier prezidențial al lui Petru Lucinschi.
În 2008, în cinstea sa a fost numit liceul teoretic din satul natal.

## Operă
În 1973 a fost publicată prima sa colecție de poezii „Fericirea”. Au urmat cărțile „Frăția”, „Mirosul pământului”, „Bătăile inimii pământului”, „Speranța”, „Am gustat viața” și altele. Poeziile sale sunt incluse în toate manualele de limbă și literatură găgăuză. Opera a fost tradusă în rusă, turcă, moldovenească (română) și alte limbi. În anii 1980, Mina Kiosea a devenit membru al Uniunii Scriitorilor din Moldova.
A publicat în total 14 volume de poezii.